# كوم إسفحت
قرية كوم إسفحت هي إحدى القرى التابعة لمركز صدفا في محافظة أسيوط في جمهورية مصر العربية. حسب إحصاءات سنة 2006، بلغ إجمالي السكان في كوم إسفحت 11649 نسمة، منهم 5957 رجل و5692 امرأة. والقرية مبنية علي تلة كان اسمها «أبولونوبوليتس هبتاكومياس» (باللاتينية: Apollonopolites Heptakomias). وبها مقابر فرعونية من عصر الدولة الوسطى.